# Jošio Kato
Jošio Kato (japonsko 加藤 好男), japonski nogometaš, 1. avgust 1957.
Za japonsko reprezentanco je odigral 8 uradnih tekem.